# Maria Furmanik
Maria Furmanik z domu Jaroszyńska – polska Sprawiedliwa wśród Narodów Świata

## Życiorys
Maria Furmanik urodziła się jako druga córka małżeństwa nauczyciela Józefa Jaroszyńskiego i pedagożki Haliny z domu Hubert. Miała starszą siostrę Bronisławę, która została siostrą zakonną imieniem Klara w Zakładzie dla Niewidomych w Laskach, a także siostrę Hannę Święcicką, która była pedagożką. Furmanik dzieciństwo spędziła w Warszawie. Podczas okupacji niemieckiej pomagała rodzicom w ukrywaniu i opiekowaniu się żydowską rodziną Lautenbergów zbiegłych z radomskiego getta; Anitą, Jakobem i Karolą. 
Furmanik miała sześcioro dzieci, z czego pierwszej córce nadała imię Bronisława.
18 lutego 1981 r. została odznaczona przez Jad Waszem medalem Sprawiedliwej wśród Narodów Świata. Wspólnie z nią uhonorowano jej rodziców, Józefa i Halinę Jaroszyńskich, oraz siostrę Bronisławę Jaroszyńską.